# Kreenheinstetten
Kreenheinstetten (lokal: Grẽåhõẽschdeddå) ist ein Ortsteil der Gemeinde Leibertingen im Landkreis Sigmaringen (Baden-Württemberg).

## Geographie

### Geographische Lage
Kreenheinstetten liegt auf 793 m ü. NN auf der Mittleren Flächenalb inmitten des Naturparks Obere Donau und hat eine Gemarkungsfläche von 1588 ha (Stand: 31. Dezember 2010). Das Dorf befindet sich rund 3,1 Kilometer nordöstlich des Kernorts Leibertingen.

### Gliederung
Im Osten der Gemarkung befindet sich die Wüstung Reinstetten. An das Dorf, das 1390 genannt wurde, erinnert heute nur noch ein Flurname.

## Geschichte
Funde aus den fünf Grabhügeln im Gewann „Straßenhau“, einem Waldstück zwischen Kreenheinstetten und Langenhart, die in die Hallstattzeit (800 bis 450 v. Chr.) datieren, weisen darauf hin, dass auf der heutigen Gemarkung wohl ein keltischer Siedlungsort bestand. Zudem führt eine Römerstraße an der Ortschaft vorbei.
Wann das heutige Kreenheinstetten genau entstand, kann nicht genau gesagt werden, der aufgelockerte Grundriss lässt auf mindestens zwei Siedlungskerne schließen. Nach alamannischen Reihengräberfunden an zwei verschiedenen Stellen des Ortsbereichs ist die Siedlungsgründung wohl dem frühmittelalterlichen Ausbau zuzurechnen.
Der Name „Kreenheinstetten“ ist bis heute nicht klar gedeutet: Die erstmalige urkundliche Nennung Kreenheinstettens unter dem Namen hohunsteti stammt womöglich aus dem Jahre 793 aus einer Schenkungsurkunde des Grafen Berthold an das Benediktinerkloster St. Gallen nach der Eingliederung Alemanniens in das Fränkische Reich. 1276 wird ein Honstetin (= zu hoch ?) genannt. Der Vorsatz „Krayen“ scheint erst zu Beginn des 12. Jahrhunderts hinzugekommen zu sein. Vielleicht kommt „Kreen“ von „Grune“ (= hochgelegene Stätte), oder von „Krähen“, weil die Herren von Hohenkrähen den Ort einmal besessen haben sollen. Ungesichert ist, ob die Familie des 1264 genannten Werner von Hohenstetn ihren Sitz im Dorf oder im nahegelegenen Heinstetten hatte. Erst in der Neuzeit wird Kreenheinstetten genannt.
Wahrscheinlich ist, dass eine frühere Ortsherrschaft den Herren von Wagenburg, deren Stammburg, die heutige Ruine Wagenburg oder Lägelen, sich auf dem „Schlossfelsen“ rund drei Kilometer nördlich des Ortes befand ( – Standort), oblag. Gesichert ist, dass das Dorf zusammen mit der heute abgegangenen Burg Falkenstein von den Grafen von Lupfen als Lehen 1367 an die Familie von Magenbuch kam. 1390 verkauft Albrecht von Magenbuch das Dorf, die Burg und die zugehörige Herrschaft dem Heinrich von Bubenhofen. Die Herren von Bubenhofen trugen den Ort noch in der zweiten Hälfte des 15. Jahrhunderts zu Lehen.
Im Jahre 1445 lag Ritter Jos Sürheffel von Buchhorn in Fehde mit Hans von Bubenhofen. Ersterer ließ ganz Heinstetten plündern und in Brand setzen. Die Rottweiler kamen ihren Mitbürgern Conrad und Hans von Bubenhofen zur Hilfe und nahmen den Täter und seine Leute gefangen. Sürheffel wurde in Sigmaringen in einem über ihn gehaltenen Gericht zum Tode verurteilt. Jedoch hatte er das Mitleid hoher Damen, die bei den Herren von Bubenhofen Fürbitte einlegten. Diese schenkten ihm das Leben, jedoch unter der Bedingung, dass er eine Urphede ablegte, künftig nichts mehr gegen sie zu unternehmen und eine Geldzahlung an sie und an die Heinstetter zu entrichten.

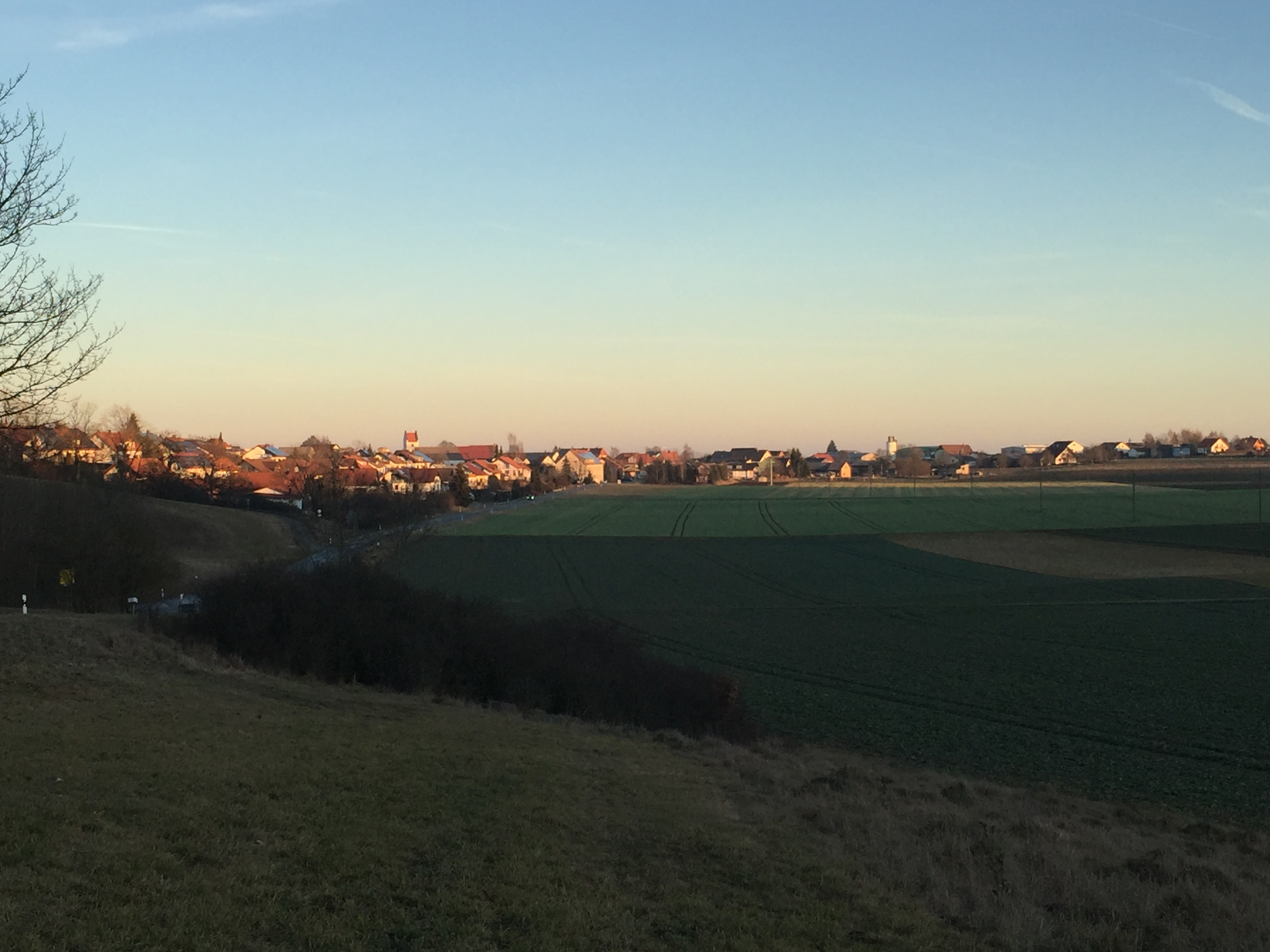
Kreenheinstetten bei Sonnenuntergang im Dezember

Die Grafen von Lupfen veräußerten Kreenheinstetten mit der Herrschaft Falkenstein 1519 an die Grafen von Zimmern. Nach dem Aussterben der Grafen von Zimmern kam das Dorf 1549 an die Grafen von Helfenstein und 1627 an die Grafen zu Fürstenberg.
Die hohe Gerichtsbarkeit war im 16. und 17. Jahrhundert zwischen der Grafschaft Sigmaringen und der Herrschaft Gutenstein geteilt. Alle Grafenrechte innerhalb des Dorfes standen Fürstenberg zu, wie auch das Niedergericht sowie die Steuer- und Militärhoheit.
Bis 1800 machten die Herren zu Fürstenberg, die Fürsten von Hohenzollern und die Erzherzöge von Österreich ihren Einfluss geltend. Die Bevölkerung hatte eine sehr gute Verbindung ins österreichische, wohingegen Hohenzollern-Sigmaringen damals als Ausland galt. Am 5. Mai 1800 fand bei Meßkirch eine Schlacht zwischen französischen und österreichischen Truppen statt. 1806 wurde das fürstenbergische Oberamt Meßkirch und somit Kreenheinstetten Teil des Großherzogtums Baden.
Am 1. Februar 1900 wurde Kreenheinstetten an die Wasserversorgung angeschlossen. Das Wasser wird bis heute von der Donau hochgepumpt. Der Erste Weltkrieg forderte auch in diesem kleinen Dorf große Opfer. 45 junge Männer blieben im Krieg, was etwa 15 Prozent der Bevölkerung entsprach. Erst im Juli 1920 wurde Kreenheinstetten an die Stromversorgung angeschlossen. Das Dorf gehörte 1936 dem Bezirksamt, ab 1939 Landkreis Stockach, an. Der Zweite Weltkrieg brachte auch wieder viele Opfer, über 60 Gefallene und Vermisste musste das Dorf beklagen.
Der Landkreis Stockach wurde bei der Kreisreform Baden-Württemberg 1973 aufgelöst und Kreenheinstetten zum 1. Januar 1973 dem Landkreis Sigmaringen zugeordnet. Bei Festlichkeiten wird allerdings auch heute noch das Badnerlied gespielt und die badische Fahne gehisst.
Im Zuge der Gemeindegebietsreform in Baden-Württemberg wurde die bis dahin selbstständige Gemeinde Kreenheinstetten am 1. Januar 1975 nach Leibertingen eingemeindet.

### Einwohnerentwicklung
Zählte der Ort am 6. Juni 1961 noch 531 Einwohner, sind nun derzeit 632 Einwohner gemeldet (Stand: 1. Januar 2014).

## Religionen
Für das katholisch geprägte Kreenheinstetten wurde 1275 eine Kirche und Pfarrei genannt. Es stand unter dem Patronat der Herrschaft Falkenstein. Die katholische Pfarrgemeinde Kreenheinstetten hat derzeit 601 Mitglieder.
Evangelische Christen sind nach Meßkirch eingepfarrt.

## Politik

### Wappen
Das Wappen der ehemaligen Gemeinde Kreenheinstetten zeigt in Silber mit silber-blauem Wolkenbord ein wachsender roter Widder.

## Kultur und Sehenswürdigkeiten

### Museen
- Die Abraham-Gedenkstätte Kreenheinstetten ist ein von der katholischen Pfarrgemeinde unterhaltenes kleines Museum und literarische Gedenkstätte über den wortgewaltigen Barockprediger Abraham a Sancta Clara, der für seine urwüchsige, kernige und treffsichere Sprache bekannt war. In der Dauerausstellung ist neben allgemeinen kirchlichen Ausstellungsstücken der Lebensweg von Abraham a Sancta Clara anschaulich dargestellt. Es ist in der ehemaligen Pfarrscheuer untergebracht, in der heute sich auch der Pfarrsaal befindet.

### Bauwerke
- Die katholische Pfarrkirche St. Michael

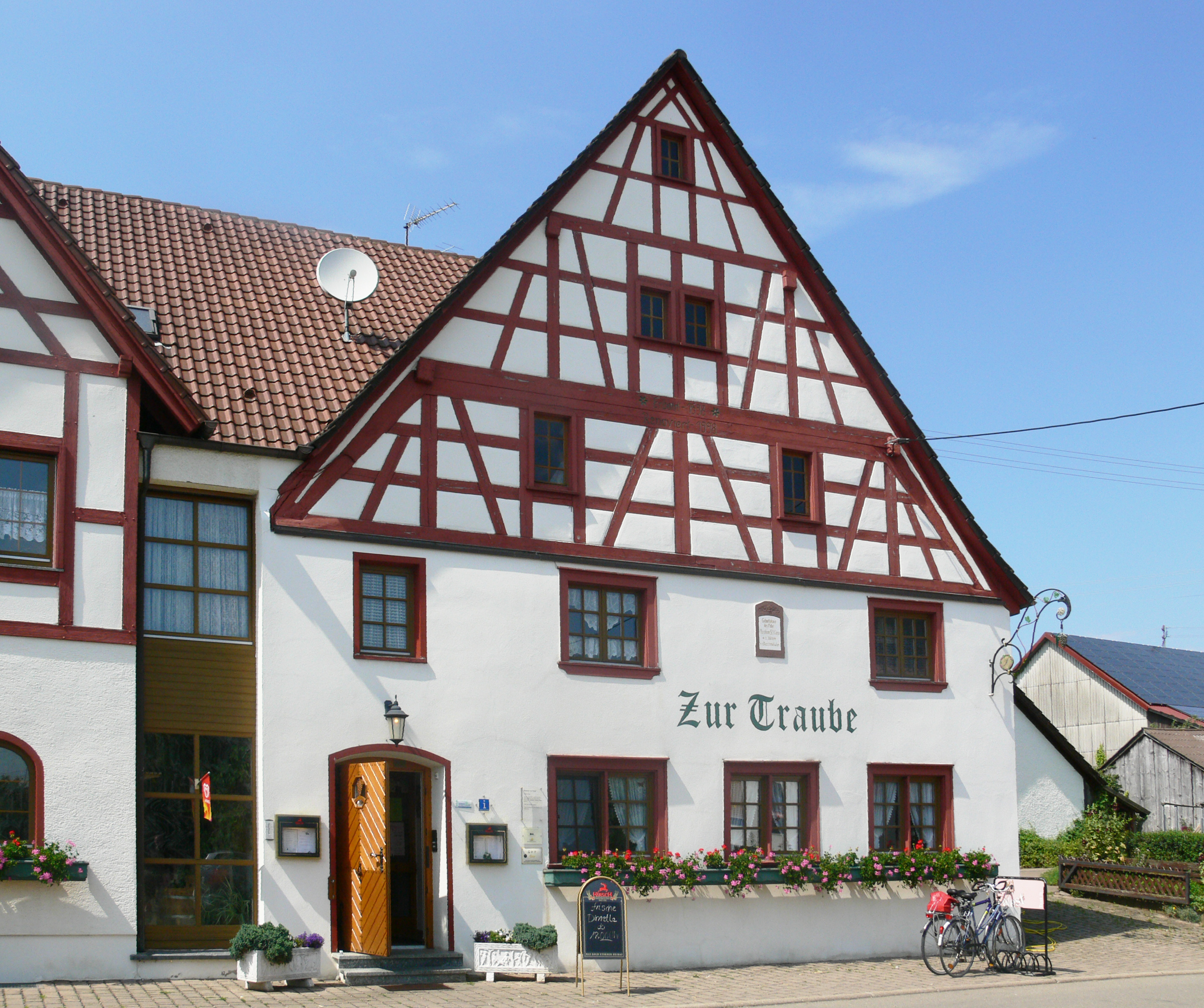
Gasthaus Zur Traube, das Geburtshaus von Abraham a Sancta Clara

- Der Gasthof Zur Traube blickt auf eine reiche geschichtliche Vergangenheit zurück. In diesem Haus wurde im Jahre 1644 der nachmalige Augustiner-Barfüßermönch Abraham a Sancta Clara als achtes Kind eines Gastwirts geboren.[10] Das Anwesen Traube war bis ins 20. Jahrhundert in erster Linie ein stattlicher Bauernhof mit umfangreichem Grundbesitz. Zahlreiche Nebennutzungen wurden betrieben, so unter anderem eine Schnapsbrennerei und ein Kindergarten, im Zweiten Weltkrieg diente der Keller als Luftschutzbunker für die Bevölkerung. Durch mehrere Umbauten und Renovierungen im Laufe der Jahre entstand aus der rustikalen Dorfwirtschaft ein Landgasthaus mit Pension.[11]
- Am 15. August 1910 an Mariä Himmelfahrt wurde zu Ehren des 200. Todesjahres des Abraham a Sancta Clara in seinem Geburtsort Kreenheinstetten im Kirchhof südlich der Pfarrkirche St. Michael eine Bronzestatue enthüllt. Der Magistrat der Stadt Wien spendete 1000 Kronen zur Errichtung des Denkmals, Max Egon II. zu Fürstenberg 150 Mark, Christian Roder 100 Mark, der Freiburger Verlag Herder 100 Mark und Wilhelm von Hohenzollern 50 Mark.[12] Die Ausführung des überlebensgroßen Standbildes wurde am 12. August 1909 dem Bildhauer Franz Xaver Marmon aus Sigmaringen übertragen.[13] Es trägt die Gesichtszüge von Johann Wolfgang von Goethe. Zuvor wurde das von Marmon gefertigte Modell am 3. März 1910 vom Komitee genehmigt und dann von der Württembergischen Metallwarenfabrik in Geislingen galvanoplastisch zur Darstellung gebracht.[14] Der Sockel mit eingemauerter Widmungsurkunde wurde nach Marmons Entwurf von Steinmetzmeister Johann Waibel aus Krauchenwies zur Ausführung gebracht. Er wurde am 8. August 1910 südlich der Kirche aufgestellt.[15][16][17] Die Größe der Büste und das Denkmal überhaupt wurde abhängig vom Ergebnis einer am 22. April 1909 in der Hohenzollerischen Volks-Zeitung bekannt gemachten Sammlung abhängig gemacht.[18]
- Des Weiteren erhielten sich im Ort etliche Höfe in ihrem ursprünglichen Umfang und ihrer Ausgestaltung. Diese eindrucksvollen Fachwerkbauten zeugen auch heute noch von bäuerlichem Besitz und Stolz sowie von handwerklichem Können.
- Auf der Gemarkung befinden sich zwölf registrierte Kleindenkmale[19]:
  - Zwei Feldkapellen, wie z. B. die Wendelinuskapelle (auch Käppele genannt) im Thalweg.
  - Zehn Flur- und Feldkreuze, wie z. B. das Marxenkreuz im Gewann „Im Aispen“.
- Des Weiteren werden für Kreenheinstetten drei abgegangene Burgen genannt[4]:
  - Die Burg Falkenstein der Grafen von Lupfen, 1627 bereits Ruine,
  - die Burg Langenfels über dem Donautal und
  - die oben genannte Wagenburg.

### Vereine
- Sportverein Kreenheinstetten-Leibertingen 1949
- Narrenverein Waldgeisterzunft Kreenheinstetten
- Gugge Kreenheinstetten
- Musikverein Kreenheinstetten
- Ski-Club Kreenheinstetten
- Tennis-Club Kreenheinstetten
- KLJB Kreenheinstetten

### Sport
- In den Wintermonaten steht in Kreenheinstetten ein Skilift mit 250 Metern Länge und Flutlicht zur Verfügung.[20] Für Langläufer stehen eine Loipe mit vier und eine mit sechs Kilometern Länge und eine Skatingspur zur Verfügung.[21]

### Regelmäßige Veranstaltungen
- Im kirchlichen Veranstaltungskalender wird das Kirchenpatronzinium Michaeli alljährlich am letzten Sonntag im September mit einer Sakramentsprozession und dem Pfarrfest als Hochtag gefeiert.
- Laientheater zur Weihnachtszeit (KLJB Kreenheinstetten)

## Wirtschaft und Infrastruktur

### Verkehr
Durch den Ort führt die Landesstraße 196.

### Bildung
In Kreenheinstetten befindet sich der Kindergarten St. Michael, ein Kindergarten in kirchlicher Trägerschaft.

## Persönlichkeiten

### Söhne und Töchter des Ortes
- Pfarrer Balthasar Bücheler wurde zwischen 1615 und 1618 in Kreenheinstetten geboren und war mit Abraham a Sancta Clara verwandt und verschwägert. Er veranlasste neben anderen, dass der später so berühmte Mönch die Lateinschule besuchen konnte. Bücheler starb am 30. Oktober 1687 in Gutenstein und wurde in der dortigen St.-Gallus-Kirche beerdigt (sein Epitaph wurde anlässlich einer späteren Kirchenrenovierung neben der Kirche aufgestellt).
- Der katholische Geistliche und Gelehrte Abraham a Sancta Clara wurde am 2. Juli 1644 als Johann Ulrich Megerle in Kreenheinstetten geboren. Er gilt als bedeutendster volkstümlicher Prediger des Barock.
- Johannes Rebholz, Oberbürgermeister der Stadt Offenbach am Main von 1947 bis 1949 und Vorsitzender der SPD Hessen-Frankfurt bis 1933 wurde im Jahre 1885 in Kreenheinstetten geboren und ist dort aufgewachsen.